# Ozyptila gertschi
Ozyptila gertschi là một loài nhện trong họ Thomisidae.
Loài này thuộc chi Ozyptila. Ozyptila gertschi được Shigeo Kurata miêu tả năm 1944.